# Tabanus talyshi
Tabanus talyshi är en tvåvingeart som beskrevs av Olsufjev 1972. Tabanus talyshi ingår i släktet Tabanus och familjen bromsar.
Artens utbredningsområde är Azerbajdzjan. Inga underarter finns listade i Catalogue of Life.